# Nepenthes adnata
Nepenthes adnata este o specie de plante carnivore din genul Nepenthes, familia Nepenthaceae, ordinul Caryophyllales, descrisă de Tamin, Mitsuru Hotta și Jan Schlauer. Conform Catalogue of Life specia Nepenthes adnata nu are subspecii cunoscute.

## Galerie de imagini

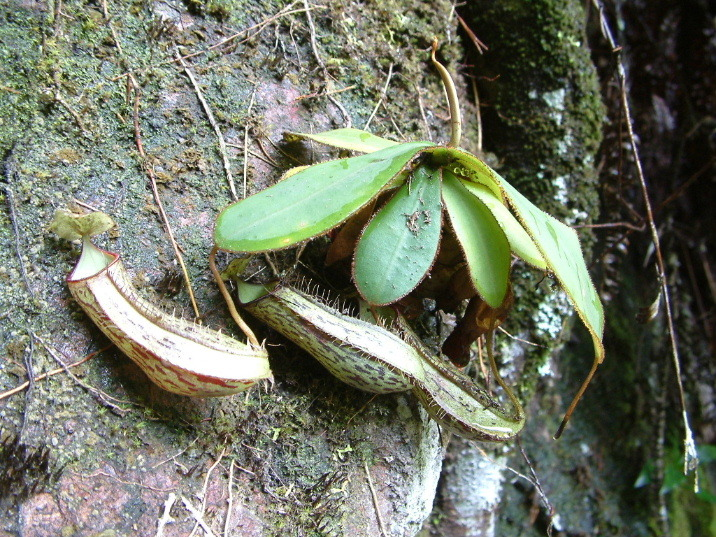
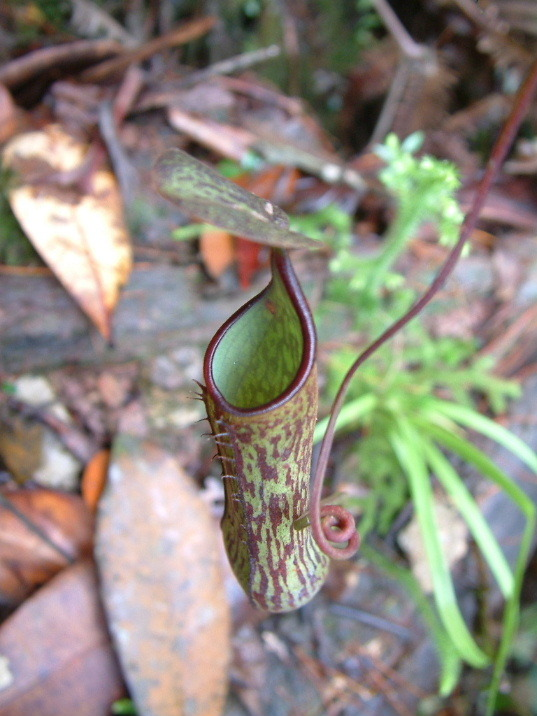
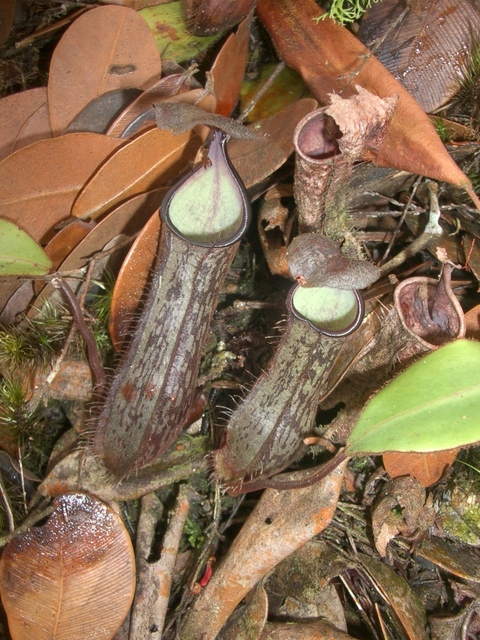
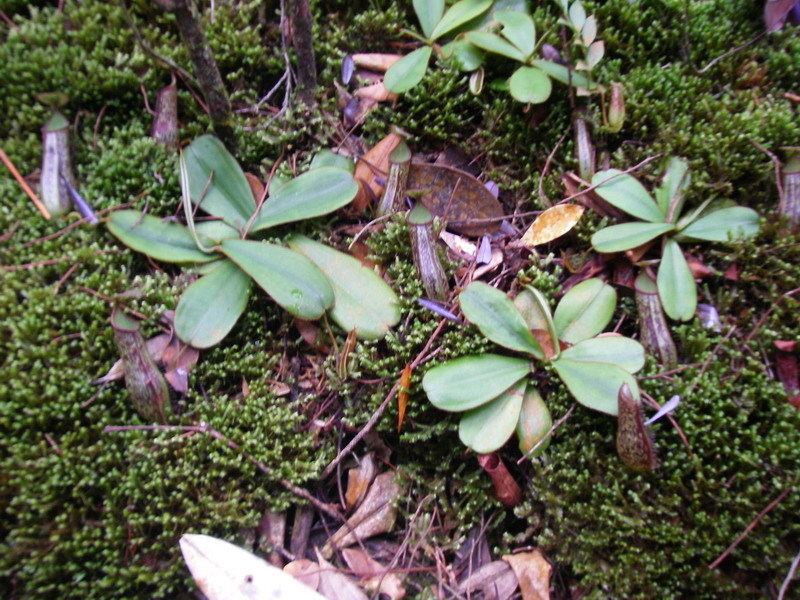
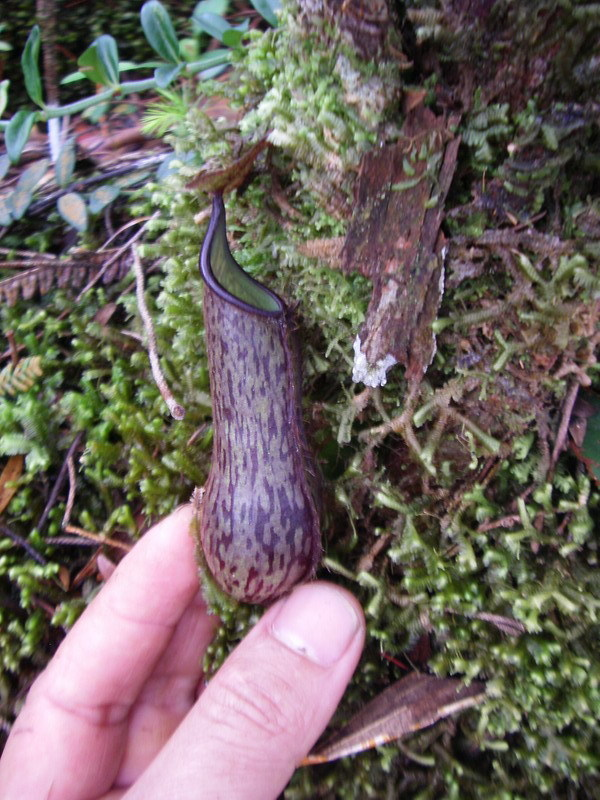
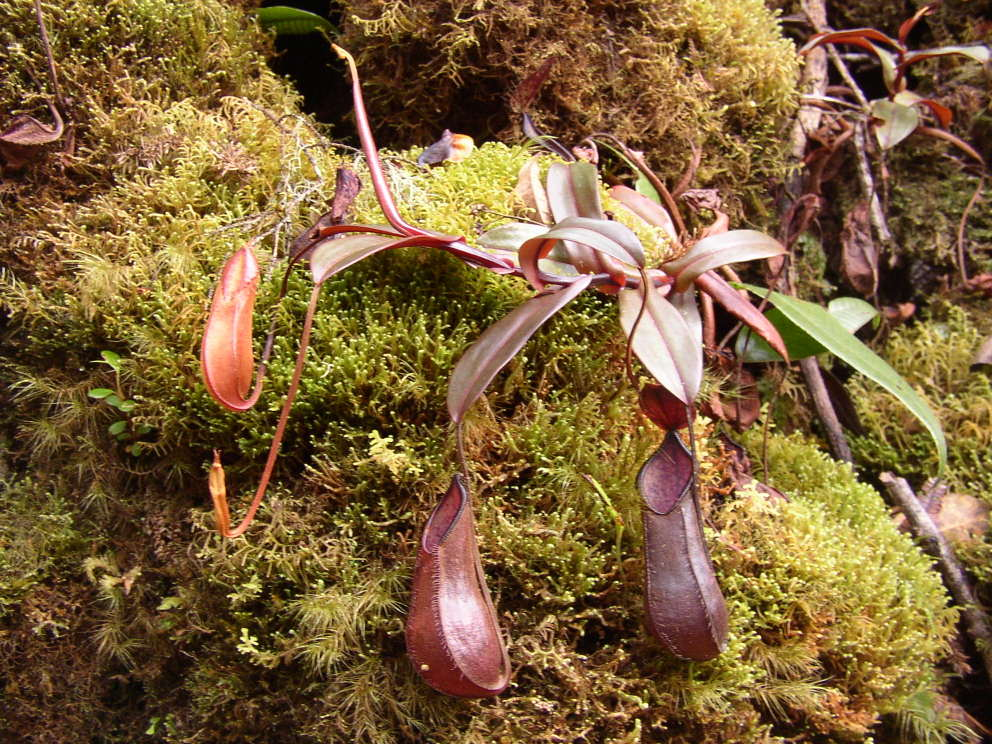